# Dargida polygona
Dargida polygona là một loài bướm đêm trong họ Noctuidae.